# Kanton Montaigut
Kanton Montaigut (fr. Canton de Montaigut) je francouzský kanton v departementu Puy-de-Dôme v regionu Auvergne. Tvoří ho 10 obcí.

## Obce kantonu
- Ars-les-Favets
- Buxières-sous-Montaigut
- La Crouzille
- Durmignat
- Lapeyrouse
- Montaigut
- Moureuille
- Saint-Éloy-les-Mines
- Virlet
- Youx